# Františka Jirousová
Františka Jirousová (* 22. března 1980) je česká spisovatelka a knižní redaktorka. Je dcerou básníka Ivana Martina Jirouse a malířky Juliany Jirousové rozené Stritzkové, dcery Otty Stritzka.

## Život
Vystudovala pražskou Policejní akademii (2001, obor bezpečnostně-právní studia) a filosofii na Filozofické fakultě Univerzity Karlovy (2009). V roce 2017 ukončila doktorské studium filosofie na FF UK obhajobou dizertační práce Evoluce jako cesta k Bohu v díle Teilharda de Chardin. Pracovala jako archivářka v knihovně samizdatové a exilové literatury Libri prohibiti. Od roku 2015 pracuje jako nakladatelská redaktorka a korektorka odborné literatury, především pro nakladatelství Karolinum.
V roce 2000 získala 2. cenu Knižního klubu v soutěži nepublikovaných spisovatelů za román Velmi vzdálený oheň, ten byl později téhož roku vydán. V roce 2011 byla za román Vyhnanci oceněna cenou Jiřího Ortena udělované spisovatelům do 30 let.
Spolu se spisovatelkou Janou Bauerovou založila v roce 2004 literární skupinu Katolická dekadence. Je předsedkyní občanského sdružení Statek uProstřed (bývalý Magorův statek), které usiluje o rekonstrukci Jirousovy usedlosti v Prostředním Vydří. V roce 2020 založila společně s Martinou Lukáškovou Českou společnost Teilharda de Chardin, jejímž cílem je přeložit a vydat Teilhardovy spisy.

## Dílo
- Velmi vzdálený oheň (román, 2000) ISBN 80-242-0482-7
- Vyhnanci (román, 2010) ISBN 978-80-87409-06-0
- Evoluce jako cesta k Bohu v díle Teilharda de Chardin, Filosofie dnes č. 1, 2012 (4), http://filosofiednes.ff.uhk.cz/index.php/hen/article/view/84/0
- Proces Personalizace v díle Teilharda de Chardin, Reflexe č. 45, 2013, http://www.reflexe.cz/proces-personalizace-v-dile-teilharda-de-chardin/
- Teilhard de Chardinʼs Theory of Spiritual Evolution, The Teilhard Studies č. 70, 2015, http://teilharddechardin.org/index.php/teilhard-studies
- Pojem komplexity v díle Teilharda de Chardin, Filosofie dnes č. 1, 2016 (8), http://filosofiednes.ff.uhk.cz/index.php/hen/article/view/215
- Pojetí utrpení a zla v evoluční teorii Teilharda de Chardin, Reflexe č. 51, 2016, http://karolinum.cz/ink2_stat/index.jsp?include=AUC_clanek&id=3663&id=5865&casopis=1441&zalozka=1&predkl=0
- Mága (spoluautorka Jana M. Bauerová), Praha: Kalich, 2018. ISBN 978-80-7017-257-5
- Evoluce jako cesta k Bohu v díle Teilharda de Chardin, Praha: Malvern, 2020. ISBN 978-80-7530-281-6
- Klan Mušíka Překydů, Praha: Malvern, 2022